# Konkurrenzparadoxon
Als Konkurrenzparadoxon bezeichnet man in der Volkswirtschaft das Modell einer Situation, in der Maßnahmen, die für ein einzelnes Wirtschaftssubjekt oder für eine einzelne Einheit Wettbewerbsvorteile bieten, ihr Ziel verfehlen, wenn sich alle Anderen ebenso verhalten. In manchen Fällen ist der Endzustand für alle (gemeinsam wie für jeden Einzelnen) sogar ungünstiger als zuvor. Der Begriff Konkurrenzparadoxon wurde vom deutschen Ökonomen Wolfgang Stützel geprägt. Es handelt sich um einen Fall einer Rationalitätenfalle. Stützel unterscheidet dabei drei Klassen von Konkurrenzparadoxa: Kreislaufparadoxa, klassische Paradoxa und Marx’sche Paradoxa.

## Beispiele
WerbungDie Gesamtnachfrage beispielsweise nach Waschmitteln sei stabil. Die einzelne Unternehmung kann aber durch Werbung ihren Marktanteil zu Lasten der Konkurrenz ausdehnen. Machen das aber alle Waschmittelhersteller, dann steigen für alle die Werbeausgaben, so dass die Gewinne damit sogar fallen. Die Prämisse, dass Werbung das Gesamtverbrauchsvolumen von Waschmitteln nicht wirksam erhöhen kann, ist plausibel.
LadenöffnungszeitAngenommen, der Gesetzgeber verlängert die erlaubte Ladenöffnungszeit um zwei Stunden. Nutzt nun ein einzelnes Ladengeschäft die neuen Öffnungszeiten aus, muss es zwar mehr Arbeit bezahlen, kann jedoch auch mehr Umsatz und damit mehr Gewinn machen. Nutzen jedoch alle Ladengeschäfte die verlängerten Ladenöffnungszeiten, können die Kunden wieder auf andere Geschäfte (mit ähnlichem Angebot) ausweichen, und der Umsatz, der durch die Kauflust der Kunden möglich ist, verteilt sich wieder auf alle (vergleichbaren) Geschäfte. Allerdings ist die Prämisse, dass der Gesamtumsatz unabhängig von den Öffnungszeiten der Ladengeschäfte konstant ist, nicht zwingend: Durch verlängerte Ladenöffnungszeiten könnten beispielsweise die Ladengeschäfte Umsätze vom Online-Handel zurückgewinnen.
LohnpolitikFür jedes einzelne Land gilt: Durch eine zurückhaltende Lohnpolitik kann ein Staat seine preisliche Wettbewerbsfähigkeit gegenüber anderen Staaten im Vergleich verbessern. Daraus folgt aber eben nicht, dass, wenn alle Staaten gleichzeitig eine zurückhaltende Lohnpolitik betreiben, auch alle ihre Wettbewerbsfähigkeit verbessern (können).
LeistungsbilanzEin Leistungsbilanzüberschuss geht auf Kosten eines Leistungsbilanzdefizits eines anderen Staates – insofern können nicht alle gleichzeitig ihre Leistungsbilanz verbessern, im Gegenteil – wenn alle gleichzeitig beginnen ihre Importe einzuschränken, sinkt bei allen letztlich der Saldo ihrer jeweiligen Leistungsbilanz (siehe auch Protektionismus in den 1930ern: Smoot-Hawley Tariff Act).
WährungsabwertungEin einzelner Staat, der über eine eigene Währung verfügt, kann mittels Währungsabwertung die Preise seiner Exportgüter im Ausland senken. Alle Staaten gemeinsam können dies nicht. Unterbieten sich die Staaten in ihren Abwertungen gegenseitig, resultiert daraus die Gefahr des Währungskriegs mit der Konsequenz einer Abwertungsspirale.

## Partial- und Globalsatz, Vorsprungs- und Nachhinkeeffekt
Konkret definiert und unterscheidet Wolfgang Stützel Gültigkeiten, die für einzelne Wirtschaftssubjekte bzw. einzelne Gruppen gelten (Partialsatz) und Gültigkeiten, die für die Gesamtheit der Wirtschaftssubjekte gilt (Globalsatz).
Hinsichtlich des Strebens nach Exportüberschüssen unterscheidet er wie folgt:
PartialsatzEin Land kann durch Ausdehnung seiner Exporte Exportüberschüsse erzielen. Ein Land kann durch Einschränkung seiner Importe Exportüberschüsse erzielen.
GlobalsatzDie Summe der Exporte ist immer gleich der Summe der Importe.
Den Vorteil, den Einzelwirtschaften für sich (völlig legitim) erzielen möchten, zeigt sich bei gesamtwirtschaftlicher Betrachtung (Aggregation) häufig als sogenannter Vorsprungseffekt gegenüber notwendigen Nachhinkeeffekten Anderer. Werden Nachhinkeeffekte hingenommen, entsteht kein Konkurrenzparadoxon. Nur weil Einzelangebot und Einzelnachfrage sich elastischer als Gesamtangebot und Gesamtnachfrage erweisen, kann das klassische Konkurrenzparadoxon entstehen.

## Kritik an Argumentation und Anwendung
Das Modell des Konkurrenzparadoxons wird manchmal von Befürwortern staatlicher Regulierung bzw. von Gegnern von Liberalisierungsmaßnahmen genutzt. Wird das Konkurrenzparadoxon so verwendet oder verstanden, dass es gegen wirtschaftlichen Wettbewerb argumentiere, ist dem entgegenzuhalten, dass im Wettbewerb Ineffizienzen beseitigt und neue, innovative Produkte hervorgebracht werden. Auf der Ebene einzelner Märkte leistet der Wettbewerb vorangetriebenen technischen Fortschritt – wenn auch die Einführung von Wettbewerb eben nur dazu führt, dass sich alle nun mehr anstrengen müssen, ohne dass es eine Steigerung des Outputs gibt.
Wolfgang Stützel, der als FDP-Mitglied politisch liberale Überzeugungen vertrat und den Begriff des Konkurrenzparadoxons geprägt und konkret  gefasst hat, unterschied drei Klassen von Konkurrenzparadoxa. 'Klassische' Konkurrenzparadoxa waren für ihn solche, die zu insgesamt wünschenswerteren Situationen (wie technischem Fortschritt, Versorgung der Konsumenten mit einer Vielfalt qualitativ höherwertiger Konsumgüter etc.) führen.  Konkurrenzparadoxa, die dazu führen, dass für die Gesamtheit ein unerwünschtes, schädliches Ergebnis eintritt, bezeichnete er als 'Marx'sche Konkurrenzparadoxa' (beispielsweise die ruinöse Lohnkonkurrenz nach unten, die sich bei Unterbeschäftigung und völliger Abwesenheit von Arbeitsrecht in frühen Phasen des 'Kapitalismus' ergeben hatte).